# Heuchlingen
Heuchlingen là một thị xã nằm ở huyện Ostalbkreis, thuộc bang Baden-Württemberg, Đức.

## Dân số
- 2013:	 	1786
- 2010:	 	1860
- 2000:	 	1816
- 1986:	 	1553
- 1979:	 	1405